# WebWork
WebWorkは、OpenSymphonyによって開発されていた、JavaベースのWebアプリケーションフレームワークである。
開発者の生産性とコードのシンプルさを向上させる、という意図を以って開発された。
WebWorkは、XWork上に構築され、制御の反転コンテナと同様に、一般的なCommand パターンフレームワークを提供する。
WebWorkは、フォーム コントロール、UIテーマ、国際化、JavaBeansにマッピングされる動的なフォーム パラメーター、堅牢な クライアント サイドとサーバー サイドでの検証、等の再利用可能なUIテンプレート構築への堅牢なサポートを提供する。
2005年、WebWorkは2.2を最後にStruts2へと統合されることが発表された。2007年にリリースされたStruts2は、WebWork2をベースとしたものとなっている。

## ライセンス
WebWork はApache Software Licenseを修正（且つ、完全互換）したOpenSymphony Software Licenseを使用する。